# Ophion annulatus
Ophion annulatus es una especie de insecto del género Ophion, familia Ichneumonidae. Fue descrito en 1937 por Théobald.
Mide 10.5 mm. Hay 120 especies, distribuidas por todo el mundo.